# Rolando Arrasco
Rolando Arrasco (Lima, Provincia de Lima, Perú, 10 de agosto de 1996) es un futbolista peruano. Juega como mediocentro ofensivo y su equipo actual es  Deportivo Coopsol de la Liga 2 de Perú.

## Clubes
| Club                         | País | Año       |
| ---------------------------- | ---- | --------- |
| Sport Rosario                | Perú | 2017-2018 |
| Pirata F. C. (Cedido)        | Perú | 2019      |
| Alianza Universidad (Cedido) | Perú | 2019      |
| Atlético Grau                | Perú | 2020      |
| Santos F.C.                  | Perú | 2021      |
| Unión Huaral                 | Perú | 2022-2024 |
| Deportivo Coopsol            | Perú | 2025      |

## Palmarés

### Campeonatos nacionales
| Título            | Club          | País | Año  |
| ----------------- | ------------- | ---- | ---- |
| Supercopa Peruana | Atlético Grau | Perú | 2020 |

- Datos: Q62005173